# Graphipterus galla
Graphipterus galla es una especie de escarabajo del género Graphipterus, familia Carabidae, orden Coleoptera. Fue descrita científicamente por Gestro en 1895.
Esta especie se mantiene muy activa en el mes de abril.

## Descripción
Mide aproximadamente 7-9 milímetros de longitud.

## Distribución
Se distribuye por Etiopía.